# Örebro SK

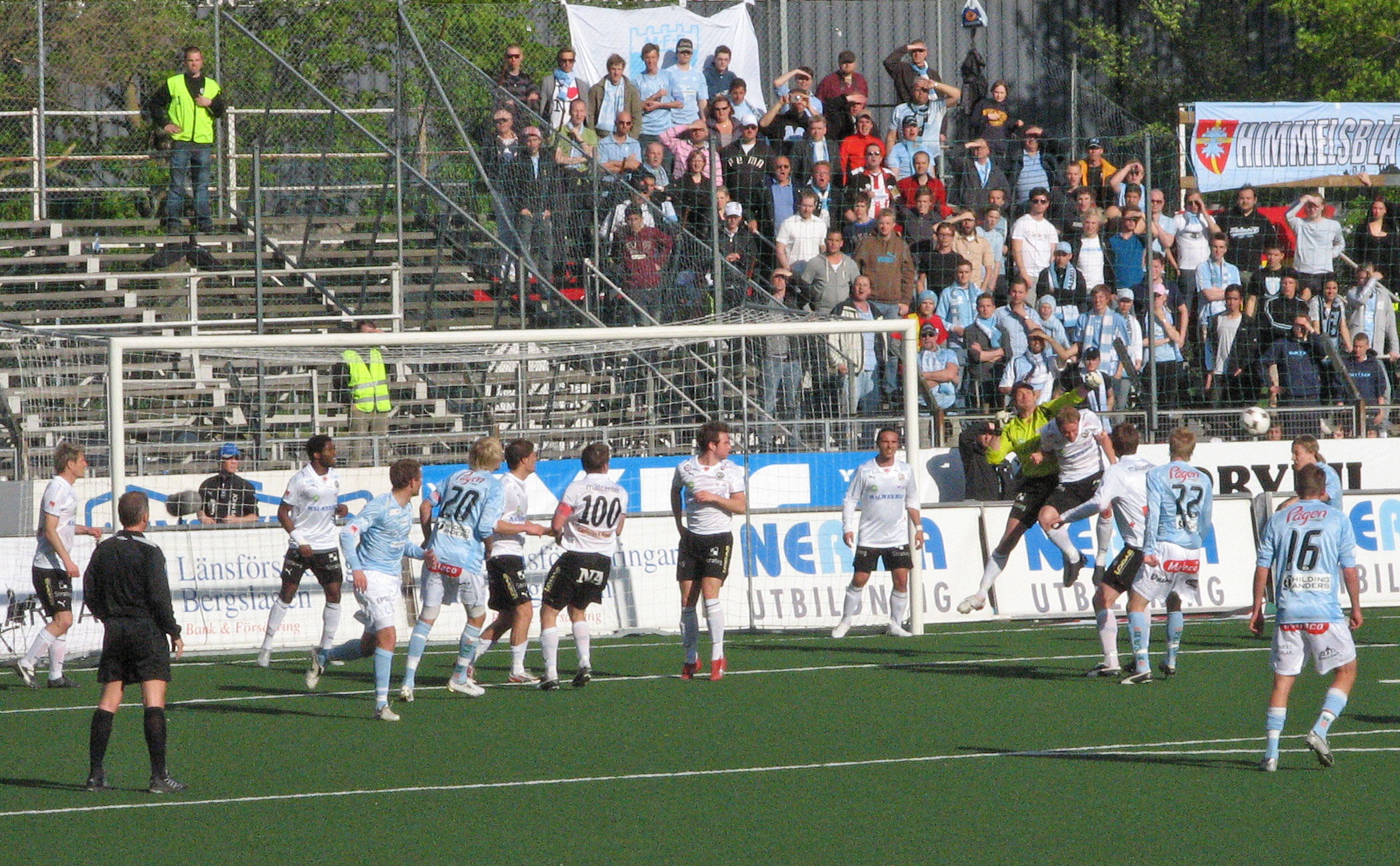
Az Örebro játékosai (fehérben), a Malmö (világoskékben) elleni mérkőzésen.

Az Örebro SK, teljes nevén Örebro Sportklubb egy svéd labdarúgócsapat, Örebro városában. Jelenleg az svéd első osztályban szerepel.
Hazai mérkőzéseiket a 14 500 fő befogadására alkalmas Behrn Arenában játsszák.

## Története
A klubot 1908. október 28-án alapították. Először az 1946/47-es idényben szerepelt az első osztályban. Legsikeresebb időszakát az 1980-as évek végén illetve az 1990-es évek elején élte a csapat. Ekkor kétszer is második helyen végzett a bajnokságban (1991, 1994) illetve a svéd kupa 1987/88-as sorozatában is döntőt játszhatott.

## Jelenlegi keret
2021. február 15. szerint.
| #  |     | Poszt | Név                  |
| -- | --- | ----- | -------------------- |
| 1  | FRA | K     | Bobby Allain         |
| 2  | SWE | V     | Daniel Björnquist    |
| 3  | SLE | V     | Kevin Wright         |
| 4  | SWE | KP    | Arvid Brorsson       |
| 5  | BRA | V     | Fabio                |
| 6  | SWE | V     | Benjamin Hjertstrand |
| 7  | SWE | KP    | Erik Björndahl       |
| 8  | SWE | KP    | Dennis Collander     |
| 9  | ALB | CS    | Agon Mehmeti         |
| 10 | SWE | KP    | Martin Broberg       |
| 11 | KOS | KP    | Alfred Ajdarević     |
| 12 | SWE | KP    | Jake Larsson         |
| 14 | SWE | V     | Michael Almebäck     |
| 15 | SWE | KP    | Niclas Bergmark      |

| #  |     | Poszt | Név                                 |
| -- | --- | ----- | ----------------------------------- |
| 16 | SWE | KP    | David Seger                         |
| 17 | SWE | KP    | Johan Mårtensson                    |
| 18 | NGA | CS    | Isaac Boye                          |
| 20 | SWE | KP    | Robin Book                          |
| 21 | SWE | KP    | Taha Ali                            |
| 24 | SWE | V     | Hussein Ali                         |
| 25 | SWE | KP    | Nordin Gerzić                       |
| 27 | DEN | V     | Andreas Skovgaard                   |
| 28 | USA | KP    | Romain Gall (kölcsönben a Malmötől) |
| 30 | SWE | K     | Mergim Krasniqi                     |
| 33 | SWE | K     | Gustav Leijon                       |
| 48 | SWE | KP    | Noel Milleskog                      |
| 89 | SWE | KP    | Kevin Walker                        |

## Sikerek
- Allsvenskan:
  - 2. hely (2): (1991, 1994)
- Superettan:
  - 2. hely (1): (2006)
- Svenska Cupen:
  - 2. hely (1): (1987–88)

## Európai kupákban való szereplés
UEFA-kupa/Európa-liga
| Season  | Round           | Opponents     | Home leg | Away leg | Aggregate |
| ------- | --------------- | ------------- | -------- | -------- | --------- |
| 1991–92 | 1. kör          | Ajax          | 0–1      | 0–3      | 0–4       |
| 1992–93 | 1. kör          | KV Mechelen   | 0–0      | 1–2      | 1–2       |
| 1995–96 | Selejtező       | Avenir Beggen | 0–0      | 0–3      | 0–3       |
| 1997–98 | 2. selejtezőkör | FK Jablonec   | 0–0      | 1–1      | 1–1       |
| 1997–98 | 1. kör          | Rotor         | 1–4      | 0–2      | 1–6       |
| 2011–12 | 2. selejtezőkör | FK Sarajevo   | 0–0      | 0–2      | 0–2       |